# Hinduismo en China

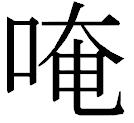
El símbolo "Om" en Chino

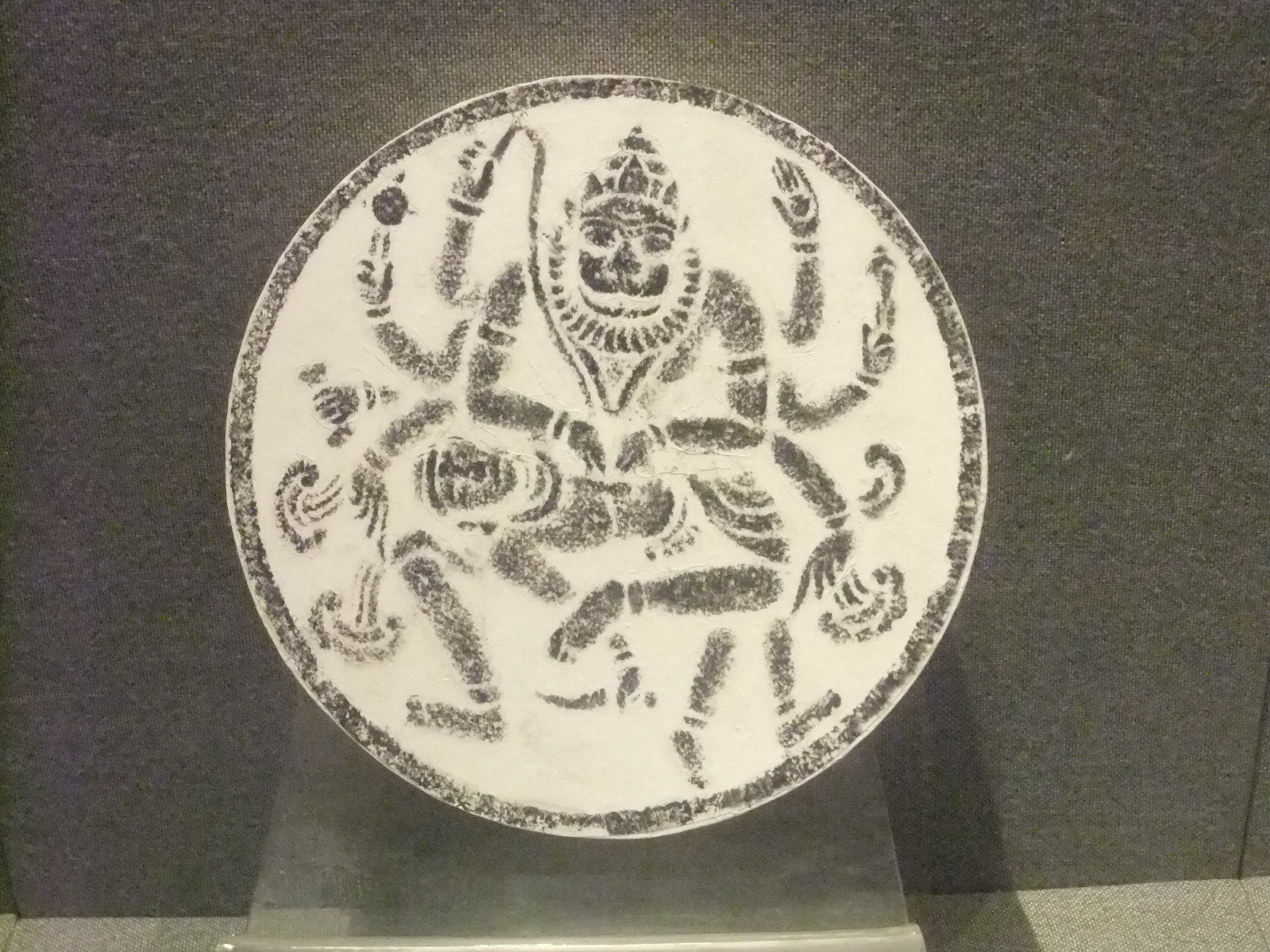
Relieve hindú, Museo de Quanzhou. La imagen muestra la leyenda de Narasimha para el festival de Holika y Holi.

El hinduismo (concretamente la escuela yóguica) es practicado actualmente por una minoría de residentes en China. La religión en sí tiene una presencia muy limitada en la China continental moderna, pero las pruebas arqueológicas sugieren una presencia significativa del hinduismo en distintas provincias de la China medieval. Las influencias hindúes también fueron absorbidas por el budismo y se mezclaron con la mitología china a lo largo de su historia. Prácticas originarias de la tradición védica de la antigua India, como el yoga y la meditación, también son populares en China. Algunos indígenas chinos rezan a dioses hindúes como Shiva, Vishnu, Ganesha y Kali.
Las comunidades hindúes, sobre todo a través de los gremios mercantiles tamiles de Ayyavole y Manigramam, prosperaron en el sur de China medieval. En Quanzhou, Fujian, provincia del sureste de China, siguen descubriéndose indicios de motivos y templos tamiles de Shiva, como en el templo de Kaiyuan. Actualmente existe una pequeña comunidad de trabajadores inmigrantes tamiles en Hong Kong.

## Historia

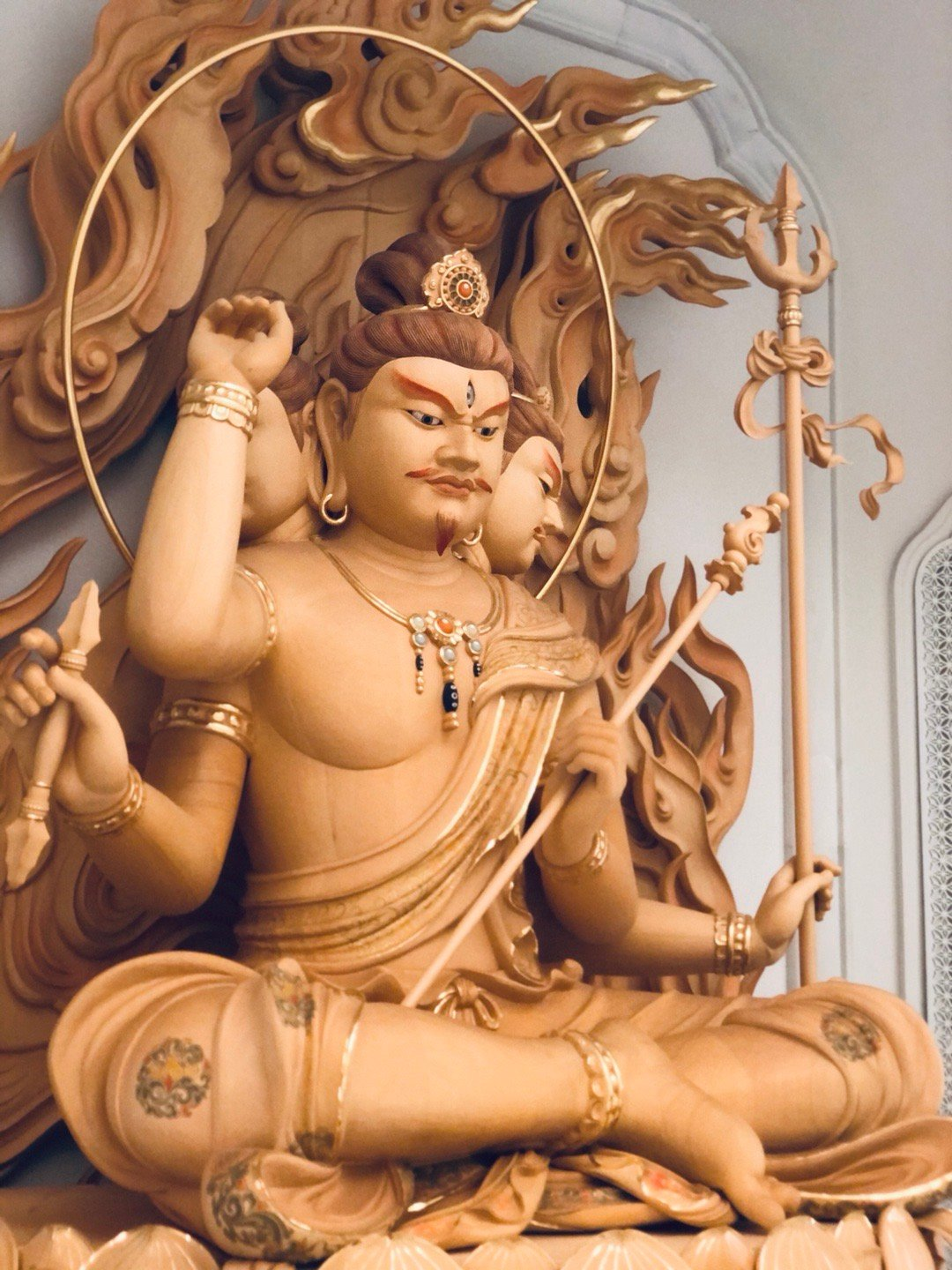
Estatua de Dàzìzàitiān (Shiva) en un templo Chino Budista en Putuoshan Reino del Dharma de Guanyin en Zhejiang, China

Aunque el hinduismo es una religión poco practicada en China, desempeñó un papel importante, aunque indirecto, en la influencia de la cultura china a través de las creencias, prácticas y tradiciones budistas (que comparten una raíz dhármica común con el hinduismo) que se difundieron y extendieron a China desde la India a partir del siglo I o II de nuestra era. Durante esta influencia y síntesis de ideas, algunos términos se ajustaron a conceptos preexistentes - raksasas como luocha, otros términos se introdujeron - pisacas en el hinduismo como pishezuo en chino. Como resultado, se pueden encontrar rastros de la influencia del hinduismo en la cultura china en el budismo chino, que ha sincretizado muchas deidades hindúes dentro de su panteón. Un ejemplo es la creencia budista china en los Veinticuatro Devas, una agrupación de dharmapalas protectores del budismo. Veintiuno de los devas del grupo son deidades tomadas del hinduismo, como Dàzìzàitiān (Shiva), Dìshìtiān (Indra), Dàfàntiān (Brahma), Jíxiáng Tiānnǚ (Lakshmi), Biàncáitiān (Saraswati) y Yánmóluówáng (Yama). Las estatuas de los Veinticuatro Devas están consagradas en muchos templos y monasterios budistas chinos, normalmente en la Sala Mahavira. Aparte de las deidades, otros seres del hinduismo también son compartidos en la creencia budista china, como las Ocho Legiones de Devas y Nāgas (chino: 天龍八部; pinyin: Tiānlóngbābù), que incluye seres como asuras, mahoragas y kinnaras. Los yakshas (chino: 夜叉; pinyin: Yèchā), originarios del hinduismo, son una clase de fantasmas o demonios de la naturaleza en el budismo chino. La creencia en el Yaksha llegó a China a través del Sutra del Loto, que fue traducido originalmente al chino por Dharmaraksa hacia el año 290 de la era cristiana, antes de ser sustituido por una traducción en siete fascículos de Kumārajīva en el año 406 de la era cristiana. Garuda, la montura de Visnú, también es conocido como Jiālóuluó (chino: 迦楼羅; pinyin: Jiālóuluó) o El Gran Peng de Alas Doradas (chino: 金翅大鵬雕; pinyin: Jīnchì Dàpéng Diāo). Los rakshasas (chino: 羅剎; pinyin: Luóchà) también son bien conocidos en las comunidades chinas como demonios o fantasmas devoradores de humanos. Por ejemplo, la princesa Abanico de Hierro, una antagonista demoníaca de la popular novela del siglo XVI Viaje al Oeste, es descrita como una rakshasi. Otro ejemplo son los Lokapālas, que adoptan la forma de los Cuatro Reyes Celestiales (chino: 四大天王; pinyin: Sìdà Tiānwáng) en China, Taiwán y otras comunidades chinas. También se describe a varios bodhisattvas manifestándose en forma de deidades hindúes. Por ejemplo, Mǎtóu Guānyīn (馬頭觀音) es una manifestación del bodhisattva Guanyin que adopta la forma del dios Hayagriva con cabeza de caballo. La otra manifestación de Guanyin, Zhǔntí Guānyīn (準提觀音), conocida en inglés como Cundi, también se considera una adaptación de la diosa Chandi, una forma alternativa de la diosa Parvarti. En otro ejemplo, el deva o bodhisattva Mólìzhītiān (摩利支天), conocido en inglés como Mārīcī, también se identifica con Cundi y con Mahēśvarī, la consorte de Maheśvara, por lo que también tiene el título de Mātrikā (佛母 Fo mǔ), Madre de la Miríada de Budas. Muchas leyendas e historias de la religión popular china, como Nezha, se han rastreado hasta la mitología hindú, por ejemplo a través de las traducciones del siglo X de Tianxizai. Algunos eruditos también creen que Hanuman es la fuente del personaje mitológico chino Sun Wukong.
Arthur Waley (1889-1996), al traducir el Tao Te Ching (El camino y su poder), comentó:

"No veo ninguna razón para dudar, de que los 'santos hombres de la montaña' (sheng-hsien) descritos por Lieh Tzu son Rishi indios; y cuando leemos en Chuang Tzu de ciertos taoístas que practicaban movimientos muy similares a las asanas del yoga hindú, es al menos una posibilidad que algún conocimiento de la técnica del yoga que estos Rishi utilizaban también hubiera derivado a China."
Algunos ejemplos de la influencia del hinduismo en la antigua religión china incluyen la creencia de las "seis escuelas" o "seis doctrinas", así como el uso del yoga, las estupas (que más tarde se convirtieron en pagodas en Asia Oriental). Sin embargo, en China, el hinduismo nunca ganó mucha popularidad, a diferencia de las creencias del budismo y el confucianismo. Hubo excepciones, como en algunas partes del Tíbet.
En China existía una pequeña comunidad hindú, situada sobre todo en el sureste del país. Se ha encontrado una inscripción bilingüe en lengua tamil y china de finales del siglo XIII asociada a los restos de un templo de Siva de Quanzhou. Se trata posiblemente de uno de los dos templos hindúes (115) del sur de la India que debieron de construirse en el sector sureste del antiguo puerto, donde antiguamente se encontraba el enclave de los comerciantes extranjeros.

## Regiones de influencia
Los antiguos registros chinos, así como los estudios arqueológicos modernos, demuestran la presencia del hinduismo en varias regiones de China:

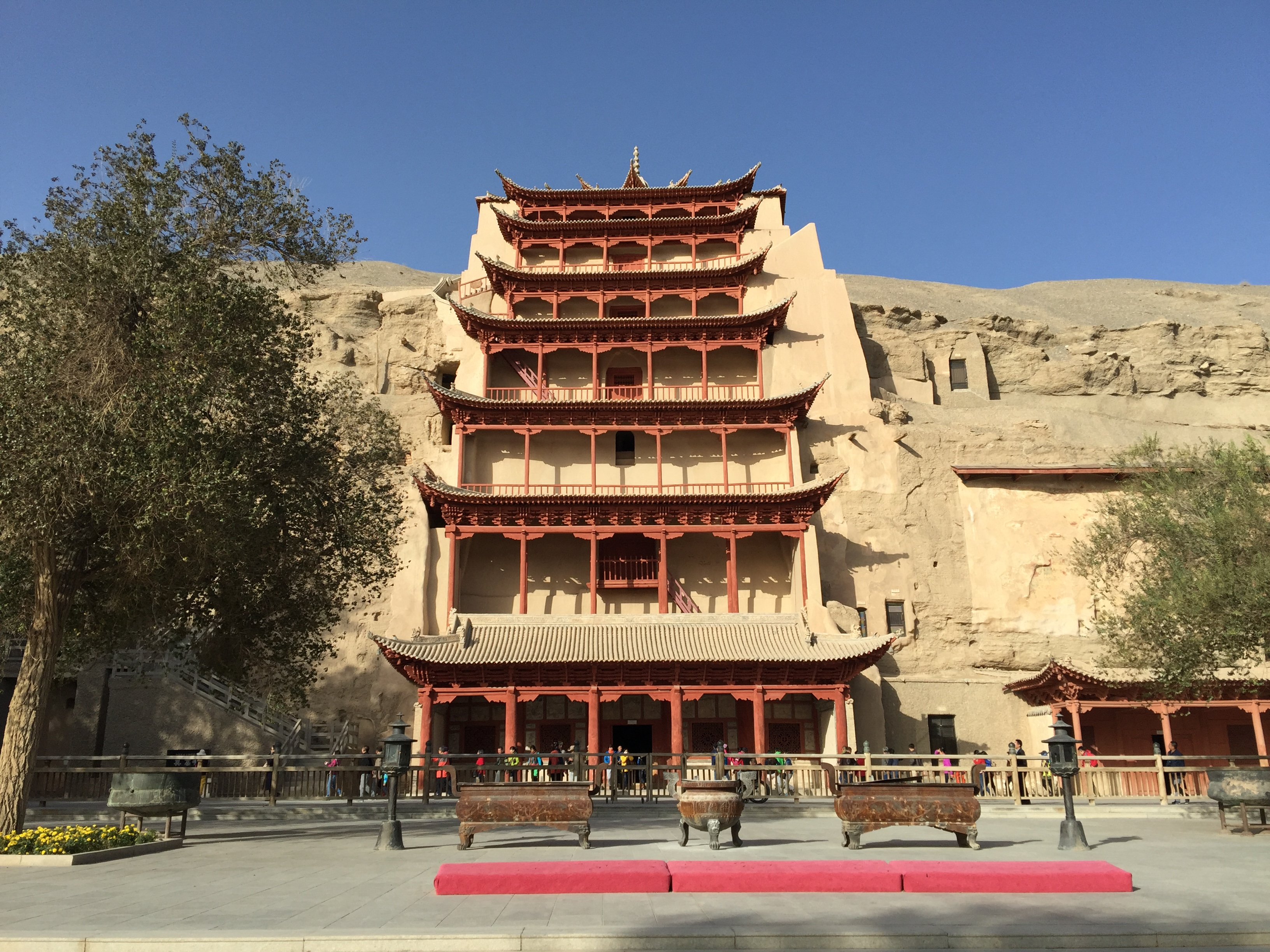
En las cuevas de Mogao, en Dunhuang (Gansu), además de artes budistas, también se han encontrado numerosas artes de deidades hindúes. Por ejemplo, en la cueva n.º 285, hay una gruta de la deidad hindú Ganesha, que se cree que data del

- Puertos de China en las provincias de Guangdong y Quanzhou, principalmente por comerciantes hindúes tamiles que habían sido bien acogidos por los chinos y que habían establecido residencias (comunidades de diáspora) y construido templos hindúes mientras facilitaban y atendían las necesidades del comercio sino-indio de una amplia gama de mercancías.[11][12]

- ruta de Kamrup (Assam) a través de Myanmar hasta la provincia meridional china de Yunnan, así como otras regiones del suroeste de la China moderna. Así lo atestigua el descubrimiento de linga y yoni (símbolos asociados a Shiva) en las cuevas de Jianchuan (Shizhongshan) y otros motivos hindúes hallados durante la excavación del templo de Dali, en Yunnan.[13]

- La ruta Tsung-Ling (ahora a través de Cachemira) fue la que ayudó a monjes y viajeros de China a introducir el budismo en el país; junto con los textos budistas, también se llevaron a China muchos textos e ideas hindúes antiguos. Las pruebas arqueológicas de la presencia del hinduismo en la antigua China proceden de las cuevas de Lop Nur y Kizil, en la provincia de Xinjiang, donde hay tallas de la deidad Ganesha, otro mural de una escena de la epopeya Ramayana con Hanuman y frescos de otras deidades hindúes. Se han datado entre los siglos IV y VI d. C.[14][15] También se atribuye a esta ruta la difusión de algunas ideas y artes hinduistas en el centro-norte de China hacia el siglo V d. C., hasta provincias tan lejanas como Shanxi, como demuestran las cuevas 7 a 9 de las Grutas de Yungang, en Datong, dedicadas a diversas deidades hinduistas como Vishnu y Shiva.[16][16][17]

- Ruta nepalesa que llevó las ideas de la escuela tántrica del hinduismo y el budismo nepaleses a la región tibetana.[18]

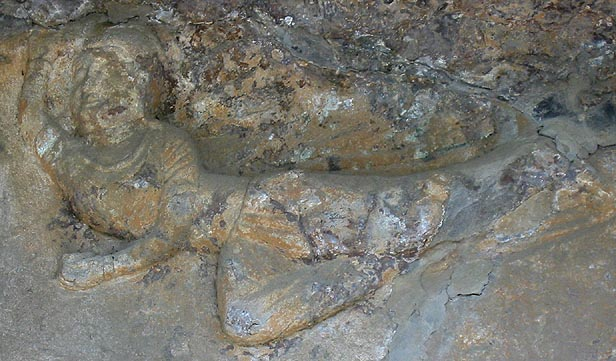
Una apsara de las Grutas de Longmen en Luoyang, Henan, China.

Los textos chinos de los siglos II al XII d. C. sugieren que unos 150 eruditos se dedicaron a traducir al chino diversos textos sánscritos hindúes. Los vedas se denominaban ming-lun (ciencia del conocimiento) o zhi-lun (ciencia de la inteligencia). Los antiguos eruditos chinos también tradujeron otros samhitas y shastras. Algunos textos sánscritos cuyo original y todas las traducciones se han perdido en la India, se han localizado en China - por ejemplo, Jin Qi Shi Lun (金七十論) es una traducción superviviente del Sankhya-Karika. Otro ejemplo de traducciones influyentes se atribuye a la traducción de Yijing de himnos de Harivamsa de los siglos I a III d. C., que es un conocido relato del dios Krishna y un apéndice de la epopeya hindú Mahabharata. Yijing tradujo pocos himnos del Harivamsa destinados a la diosa Durga, pero los asoció con la diosa Sarasvati. Este concepto hindú de una diosa del conocimiento, la música, las artes y el poder interior se fusionó con elementos de una diosa con poder militante, que luego se conoció como la Biàncáitiān china, una de las Veinticuatro Devas que aún se consagran en los templos budistas chinos modernos.
En la provincia de Yunnan también se han encontrado inscripciones en sánscrito hindú antiguo, una lengua que no se suele utilizar para difundir el budismo en China. Estas inscripciones datan al menos de la época medieval; sin embargo, sigue sin estar claro cómo y cuándo llegaron o fueron adoptadas en China.

## El hinduismo en la Revolución Cultural y más allá

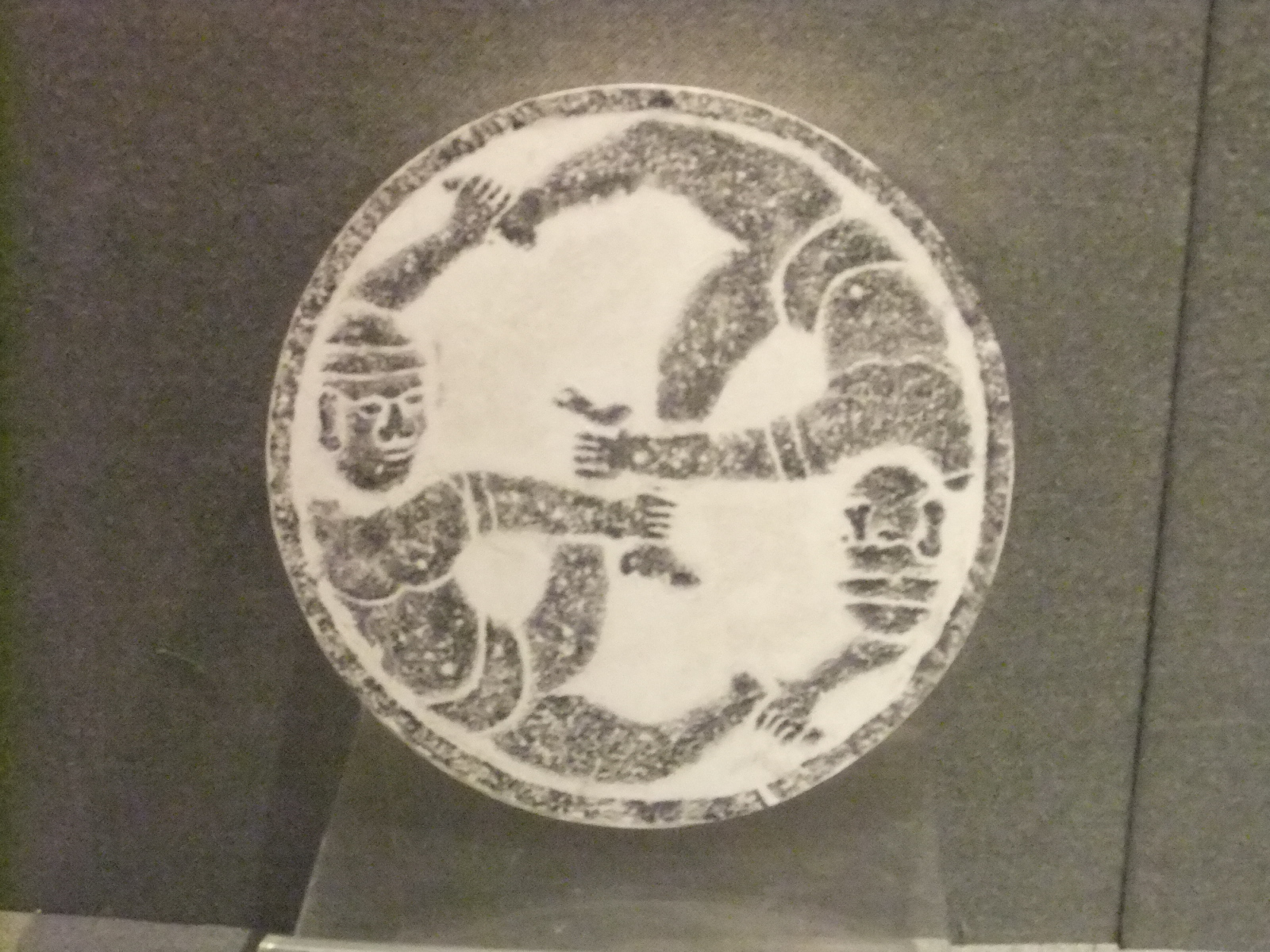
Relieve hindú, Museo de Quanzhou

El hinduismo en China se enfrentó a más obstáculos aún durante el ascenso del comunismo en China, cuando el gobierno comunista chino desalentó cualquier práctica religiosa, por considerarla antisocialista, así como un símbolo del feudalismo y el colonialismo extranjero. Durante la Revolución Cultural Comunista, un movimiento que tuvo lugar entre 1966 y 1977, se persiguió a los religiosos de todas las confesiones, y durante este tiempo, muchos edificios y servicios religiosos se cerraron y reutilizaron como edificios no religiosos para servicios más materialistas. Sin embargo, a partir de 1977, el gobierno suavizó sus restricciones a la religión con la firma de la Constitución de la República Popular China, y muchos chinos volvieron a poder practicar sus creencias religiosas y personales. Aun así, el gobierno sigue desconfiando de otras actividades religiosas, especialmente si implican a naciones extranjeras.
Muchos turistas chinos visitan Phra Phrom en Tailandia para pedir deseos.

## Práctica del hinduismo en China
Aunque el hinduismo no es una de las cinco religiones oficiales reconocidas por el Estado (budismo, taoísmo, cristianismo católico, cristianismo protestante e islam), y aunque China es oficialmente un Estado laico, la práctica del hinduismo está permitida en China, aunque a escala limitada. Aunque el hinduismo se originó en la cultura india, el impacto de la tradición védica en China se deja sentir en la cultura del país.
En China, 7,6 millones de personas practican el hinduismo.

## China continental
En China viven varios expatriados hindúes, y también hay familias hindúes entre la población nativa china. Su número es relativamente pequeño, por lo que su fe no figura entre las cinco organizaciones religiosas oficialmente reconocidas por el Estado chino. En general, son un pueblo pacífico que coopera bien con las autoridades locales chinas, y se les permite practicar su fe con seguridad en todo el país, incluso en la China continental.
El gobierno chino ha invitado al Swaminarayan Trust (BAPS), que gestiona los templos de Akshardham en Nueva Delhi y en Gandhinagar, a construir un templo similar en China continental, uno de los primeros de este tipo. En 2007 se destinó un enorme terreno en Foshan para albergar no sólo el templo, sino también un centro cultural hindú. También está prevista la construcción de un templo hindú balinés en China.
La Sociedad Internacional para la Conciencia de Krishna (ISKCON) tiene una pequeña presencia en China continental, con pequeños núcleos de devotos en diversas ciudades del país. ISKCON apareció en la televisión de Guangdong por sus actividades de enseñanza y práctica del yoga y la meditación en China.

## Hinduismo en Honk Kong
La Sociedad Internacional para la Conciencia de Krishna (ISKCON), una de las principales instituciones gaudiya vaishnavas del mundo, tiene un centro en Hong Kong, establecido allí en 1981. En 2016, aproximadamente el 1,4 % de los residentes de Hong Kong eran hindúes practicantes de diversas sectas; entre ellos se incluyen expatriados y ciudadanos practicantes de toda la vida, así como otras personas.

## Legado hindú en Quanzhou

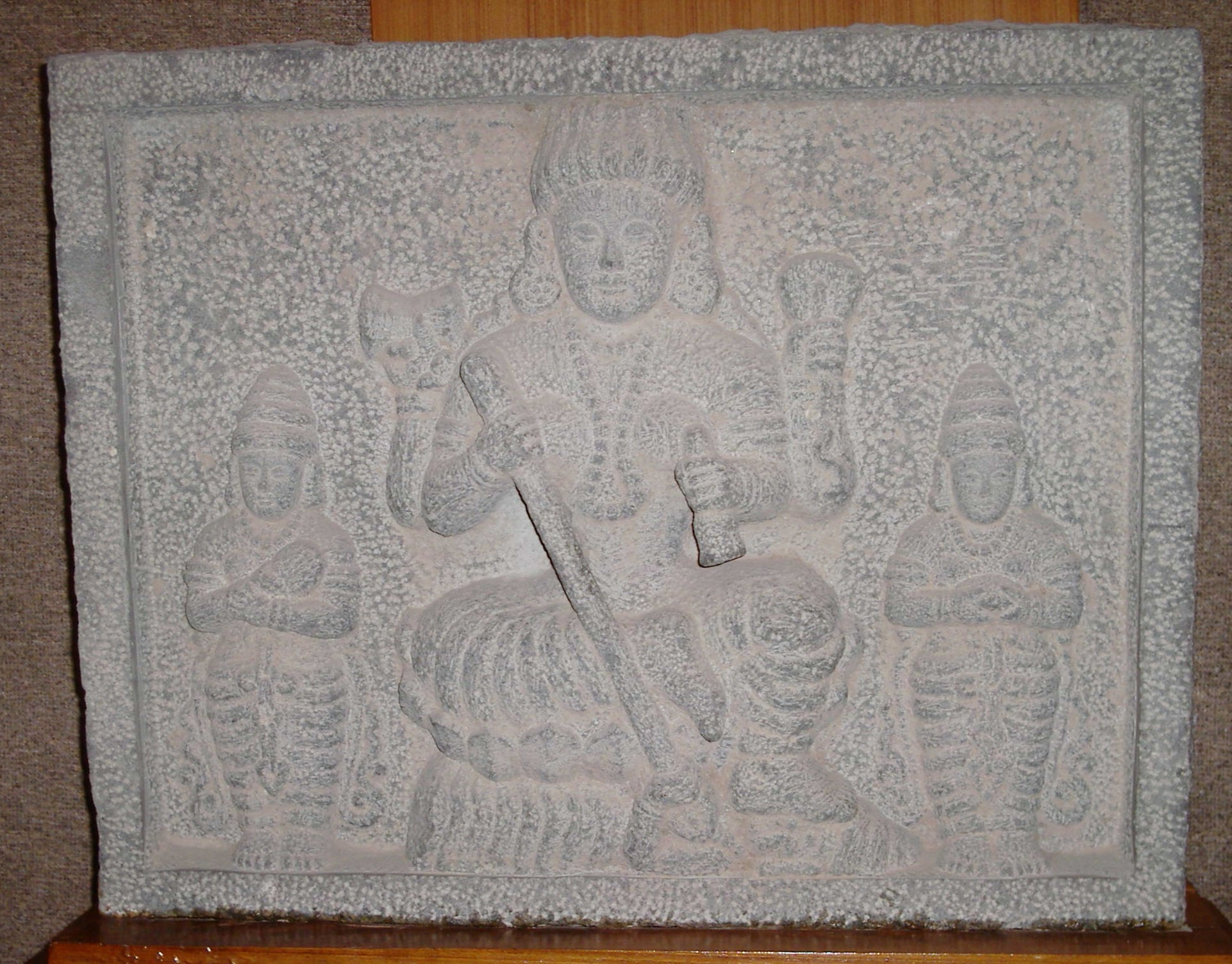
Grabado de Shiva en el templo Hindú en Quanzhou

Región de China donde las pruebas arqueológicas confirman la presencia del hinduismo en la China medieval.

En Quanzhou y sus alrededores, en la provincia de Fujian, se han hallado pruebas del hinduismo en China, lo que sugiere la existencia de una comunidad hindú y, en particular, de comerciantes hindúes tamiles en la China medieval. Las pruebas consisten en una inscripción bilingüe tamil-china fechada en abril de 1281 d. C., dedicada a la deidad Śiva, así como más de 300 artefactos, ídolos y estructuras de templos de estilo chola descubiertos en la provincia de Fujian desde 1933. Los estudios arqueológicos sugieren que al menos las escuelas vaishnavismo y shaivismo del hinduismo llegaron a China en su historia.
En la actualidad, no hay hindúes en Quanzhou. Sin embargo, antes existía en la ciudad una comunidad hindú tamil que, a finales del siglo XIII, construyó el templo Kaiyuan, dedicado al Señor Shiva. El templo está ahora en ruinas, pero aún se conservan más de 300 tallas en la ciudad. Muchas se exponen actualmente en el museo de Quanzhou, y otras han pasado a formar parte del templo budista de Kaiyuan. Detrás de su sala principal "Mahavira Hall", hay unas columnas decoradas con algunas tallas del hinduismo. [Las tallas están dispersas en cinco lugares principales de Quanzhou y las zonas vecinas. Se realizaron en el estilo del sur de la India, y comparten estrechas similitudes con los templos del siglo XIII construidos en la región del delta del Kaveri, en Tamil Nadu. Casi todas las esculturas se tallaron en granito gris verdoso, muy abundante en las colinas cercanas y utilizado en la arquitectura local de la región. Los temas relacionados con Shiva representados en el templo de Quanzhou incluyen la historia de Gajaranya Kshetra -un elefante que adora a un linga de Shiva-, la historia del santo saivita Thirumular representada a través de una vaca que unge a un linga, y dos historias de luchadores hindúes de la región india ahora llamada Andhra Pradesh.
Además de Shiva, se ha descubierto una escultura de Vishnu en la zona de Nanjiaochang. Dos pilares del templo de Kaiyuan tienen siete imágenes dedicadas a Vishnu: una con Garuda, otra en el avatar del hombre-león Narasimha, otra que representa la leyenda de Gajendra Moksha, otra con Lakshmi, otra como Krishna robando la ropa a las lecheras para burlarse de ellas, otra que representa la historia de Vishnu como Krishna sometiendo a la serpiente Kaliya y otra de Krishna en el Mahabharata.